# Gustav Reinhold von Klot
Gustav Reinhold von Klot (* 18. Oktober 1780 in Radok oder Wyschni Wolotschok, Gouvernement Twer; † 18. Oktober 1855 in Riga) war ein deutschbaltischer Theologe.

## Familie
Gustav Reinhold von Klots Vater war Burchard Ernst von Klot a. d. H. Heydenfeldt und Weidenhof (Livland), ein russischer Major. Seine Mutter Ebba war eine geborene von Klot a. d. H. Puickeln (Livland). Am 25. Mai 1806 heiratete er Friederike von Vegesack a. d. H. Roperbeck (Livland).

## Leben
Gustav Reinhold von Klot studierte von 1802 bis 1805 Theologie an der Kaiserlichen Universität Dorpat. Von 1805 bis 1834 war er Pastor in Nitau (Livland) und von 1830 bis 1834 Assistent des Livländischen Oberkonsistoriums. Von 1834 bis 1855 war er livländischer Generalsuperintendent und Vizepräses des Konsistoriums. 
Er war ein Gegner der Herrnhuter Brüdergemeine.

## Mitgliedschaften
- 1823/1824 Gründer, 1824–1838 Präsident und 1851 Ehrenmitglied der Lettisch-literärischen Gesellschaft
- 1834 Mitgründer und 1837–1838 stellvertretender Präsident der Gesellschaft für Geschichte und Altertumskunde der Ostseeprovinzen Russlands, Riga
- 1848 Mitglied der Deutschen Morgenländischen Gesellschaft[1]
- 1853 Ehrenmitglied der Gelehrten Estnischen Gesellschaft, Dorpat